# Horacio Cicchetti
Horacio Cunietti (n. 1966, provincia de Mendoza, Argentina) es un montañista argentino.
Horacio es profesor de educación física instructor de andinismo y guía de montaña. Es un reconocido escalador, su mayor logro fue alcanzar los 8000 metros de altura del monte Everest sin necesidad de oxígeno extra, el 19 de mayo de 2013.
Formó parte de la expedición argentina al monte Dhaulagiri en Nepal y a la cima del monte Denali, en Alaska. Así también, ostenta el récord de haber escalado 66 veces el cerro Aconcagua a través de todas sus rutas.